# Pultenaea elachista
Pultenaea elachista är en ärtväxtart som först beskrevs av Ferdinand von Mueller, och fick sitt nu gällande namn av Michael Douglas Crisp. Pultenaea elachista ingår i släktet Pultenaea och familjen ärtväxter. Inga underarter finns listade i Catalogue of Life.